# Хвіст
Хвіст (лат. cauda) — у порівняльній анатомії — відділ сегментованого тіла, розташований за анальним отвором і не містить кишечника. Наявність хвоста у значенні цього слова характерне тільки для хордових.
У багатьох водних тварин хвіст не різко відокремлений від тулуба та має розвинений плавець — головний орган локомоції. У наземних хребетних хвіст не виконує функцію локомоції, проте у багатьох слугує додатковим органом пересування (хвостаті земноводні, плазуни). У безхвостих земноводних хвостовий відділ хребта зростається у одну кістку — уростиль. У сучасних птахів хвостовий відділ вкорочений та утворює пігостиль, який несе стернові пера. 
У ссавців хвіст утворений 3—49 хребцями, може виконувати хапальну функцію, допомагати при лазінні (опосум, деякі мурахоїди та мавпи), слугує органом опори та своєрідним кермом у деяких стрибаючих тварин (кенгуру, тушканчики, земляний заєць), відіграє роль парашуту (вивірка, вовчок). У китів та сирен на короткому хвості розвинений плавець. У багатьох ссавців хвіст редукований (наприклад, людина, сліпак). 
У людини хвіст наявний у зародку на ранніх стадіях розвитку. Наявність хвоста у після зародковий період — приклад атавізму. 
Іноді в переносному значенні слово хвіст використовується для позначення відособлених задніх відділів тіла в деяких групах безхребетних, що не відносяться до хордових. Так, наприклад, іноді говорять про хвіст скорпіонів (називаючи так опістосому). Слід зазначити, що в цих випадках «хвіст» містить кишку. У ще загальнішому розумінні хвостами називають будь-які хвостоподібні вирости на яких завгодно частинах тіла (наприклад, хвостики на крилах метеликів).

## Галерея

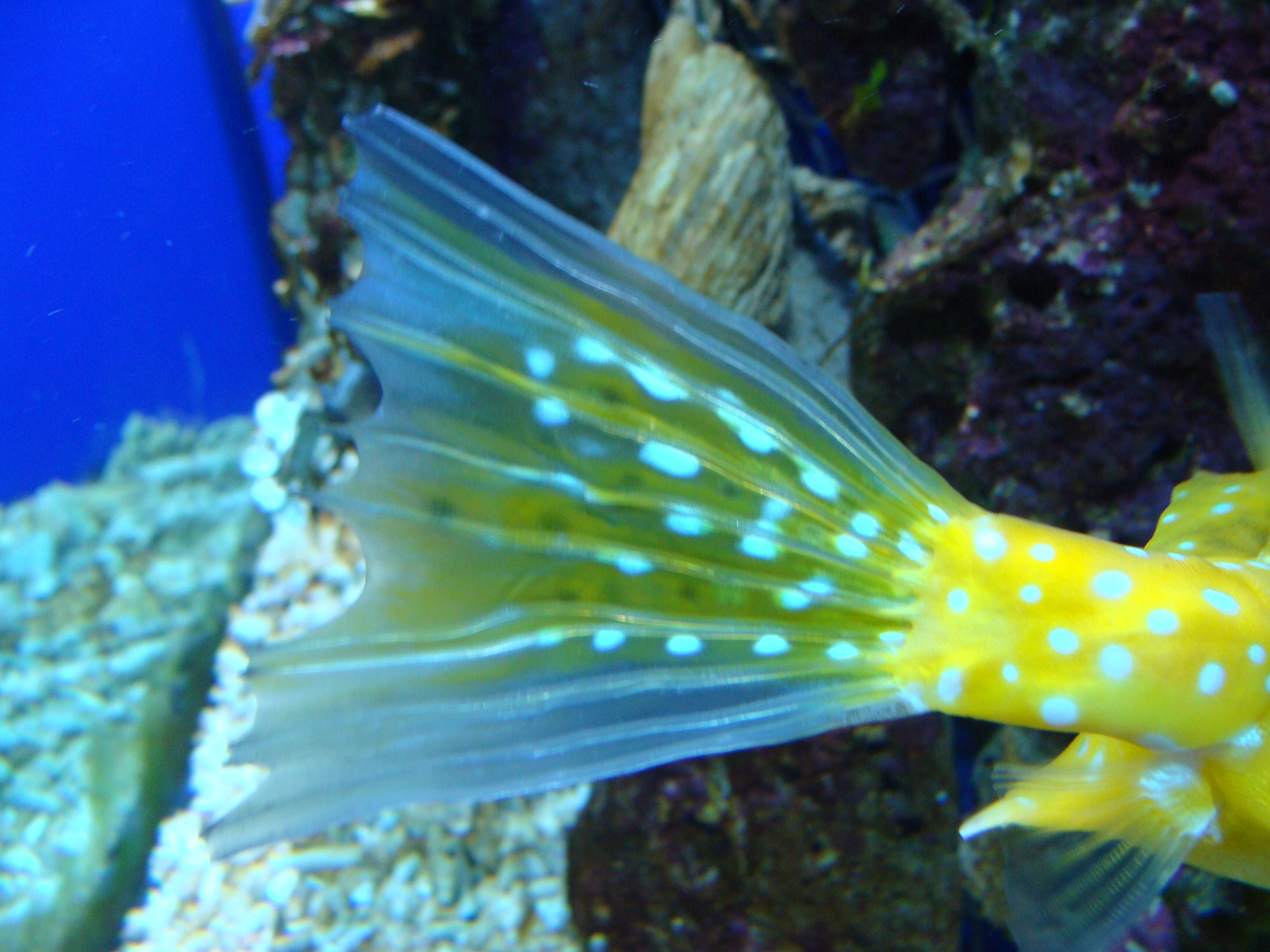
Хвіст риби (Lactoria cornuta)
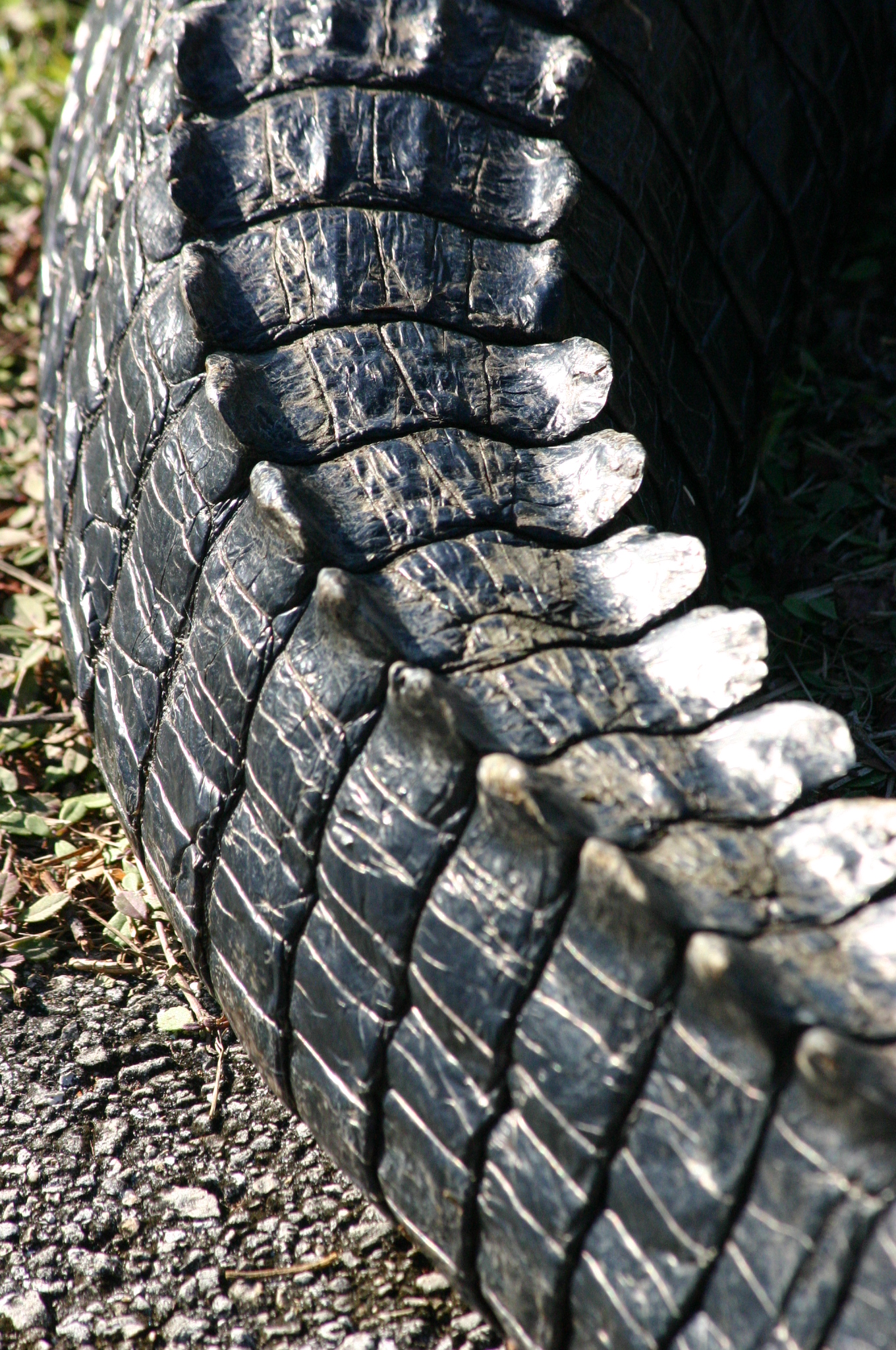
Хвіст алігатора (Alligator mississippiensis)
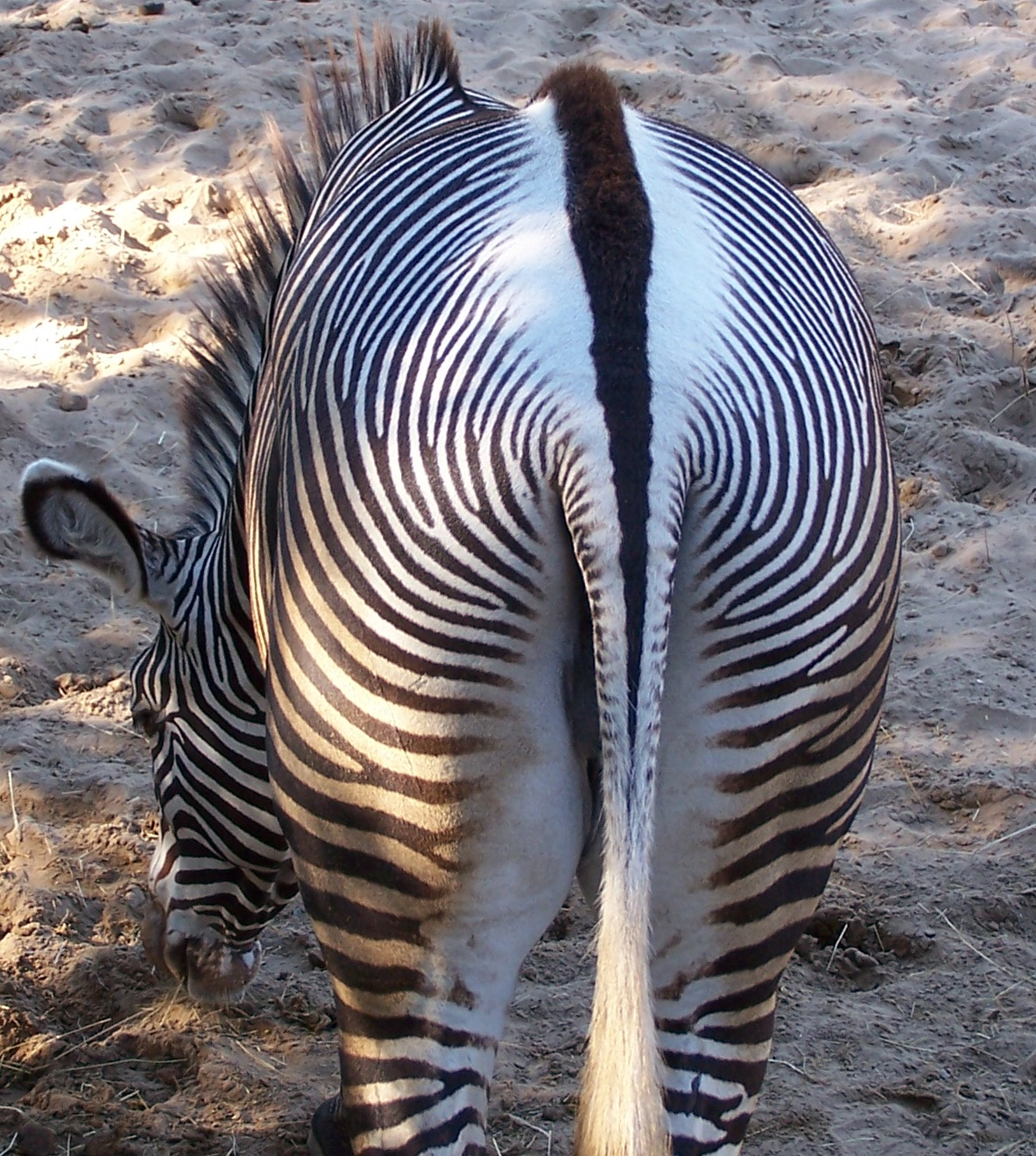
Хвіст зебри (Equus grevyi)
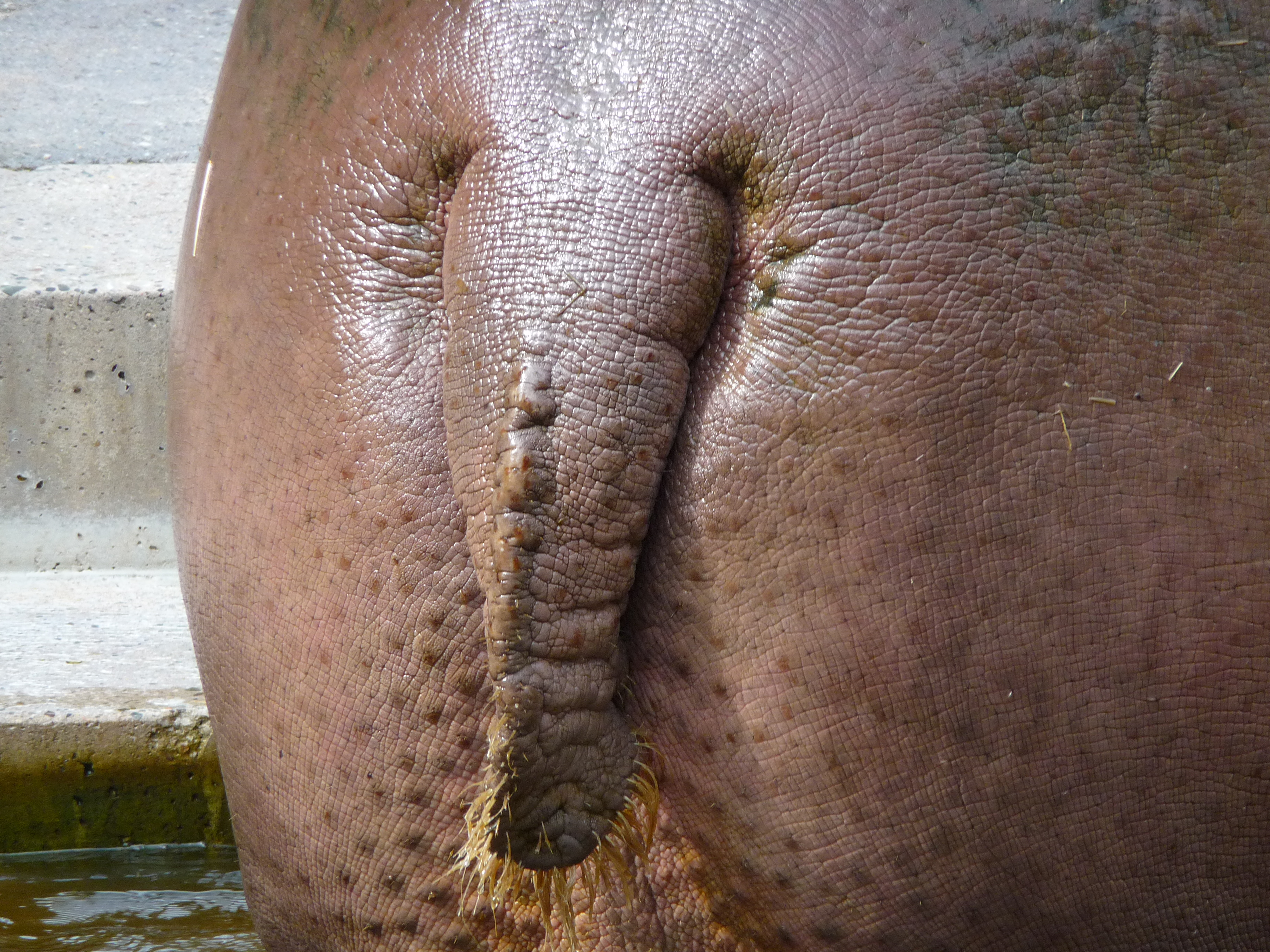
Хвіст бегемота (Hippopotamus amphibius)
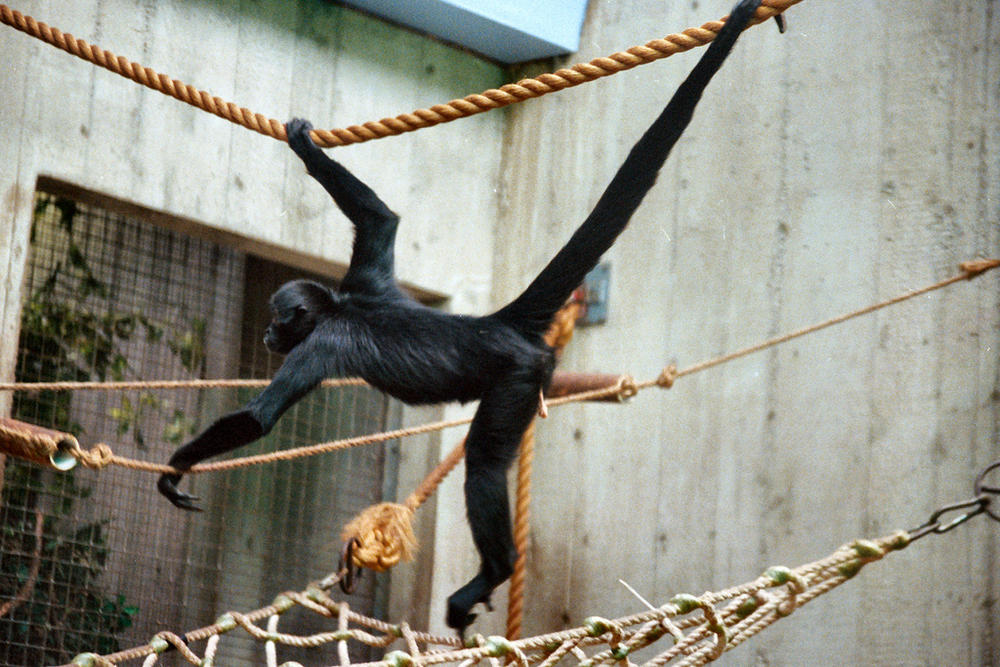
Хапальний хвіст мавпи (Ateles fusciceps)
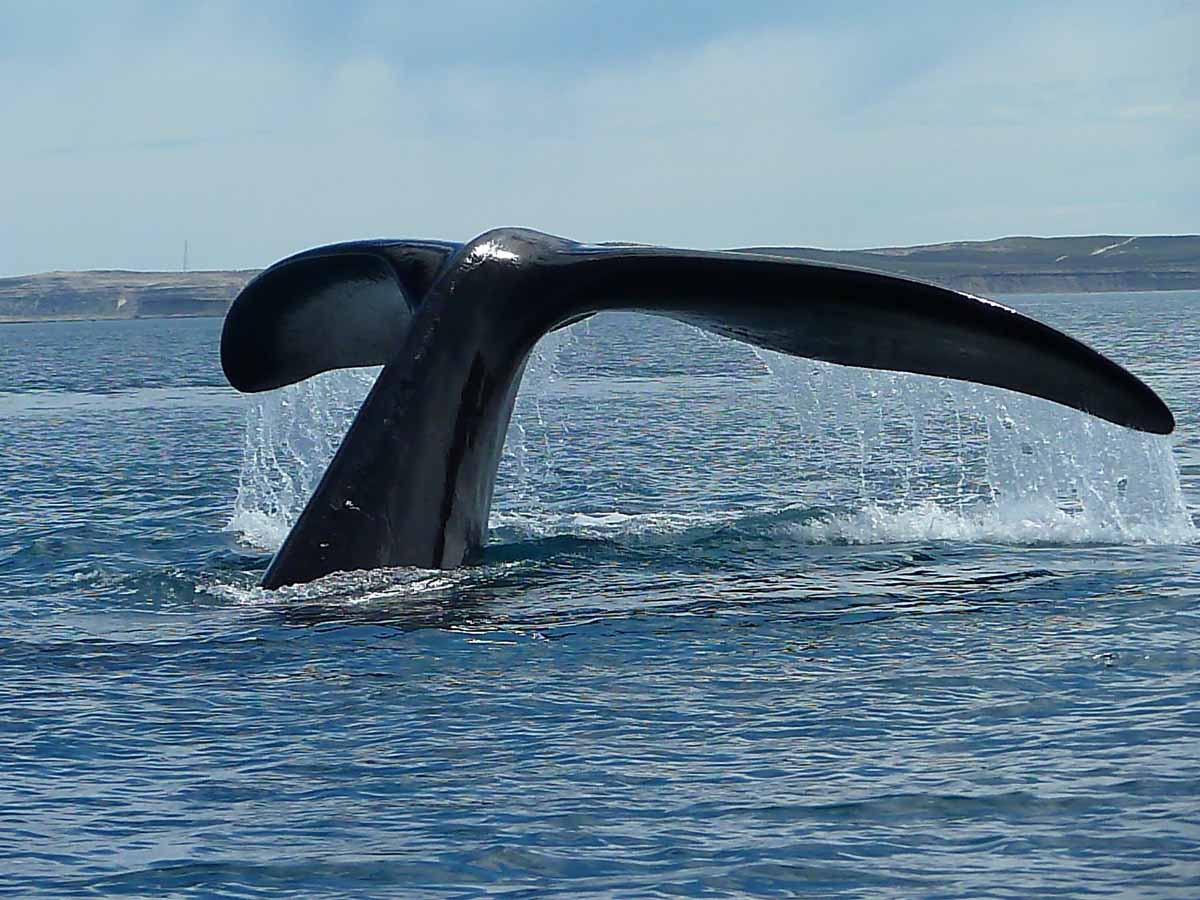
Хвіст кита
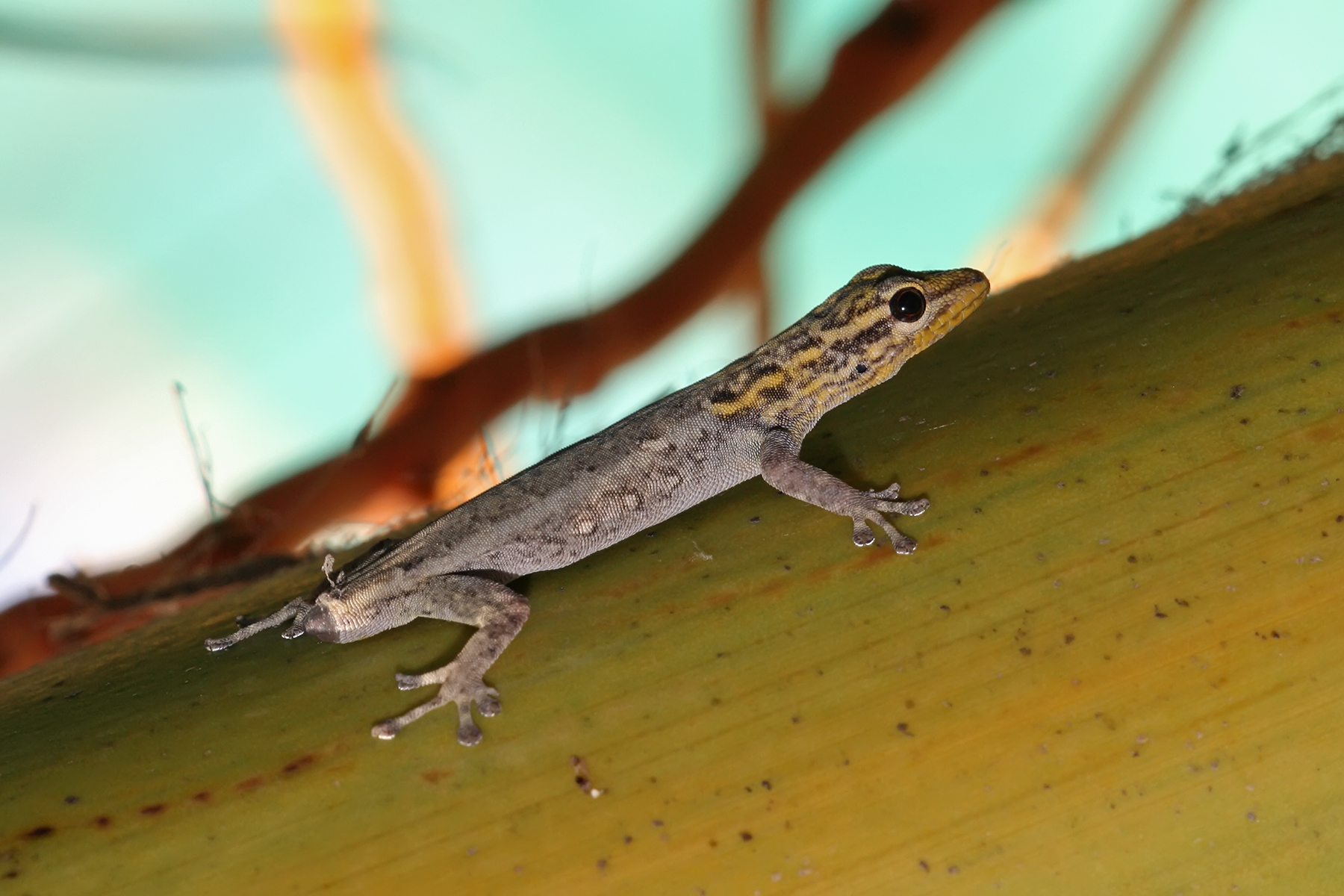
Гекон, що втратив хвіст в результаті автотомії
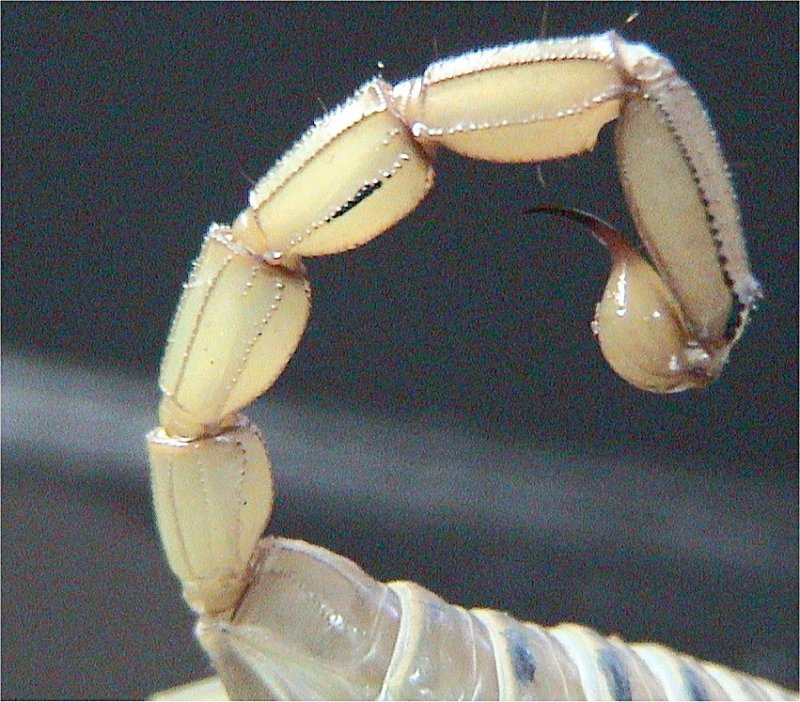
Хвіст скорпіона
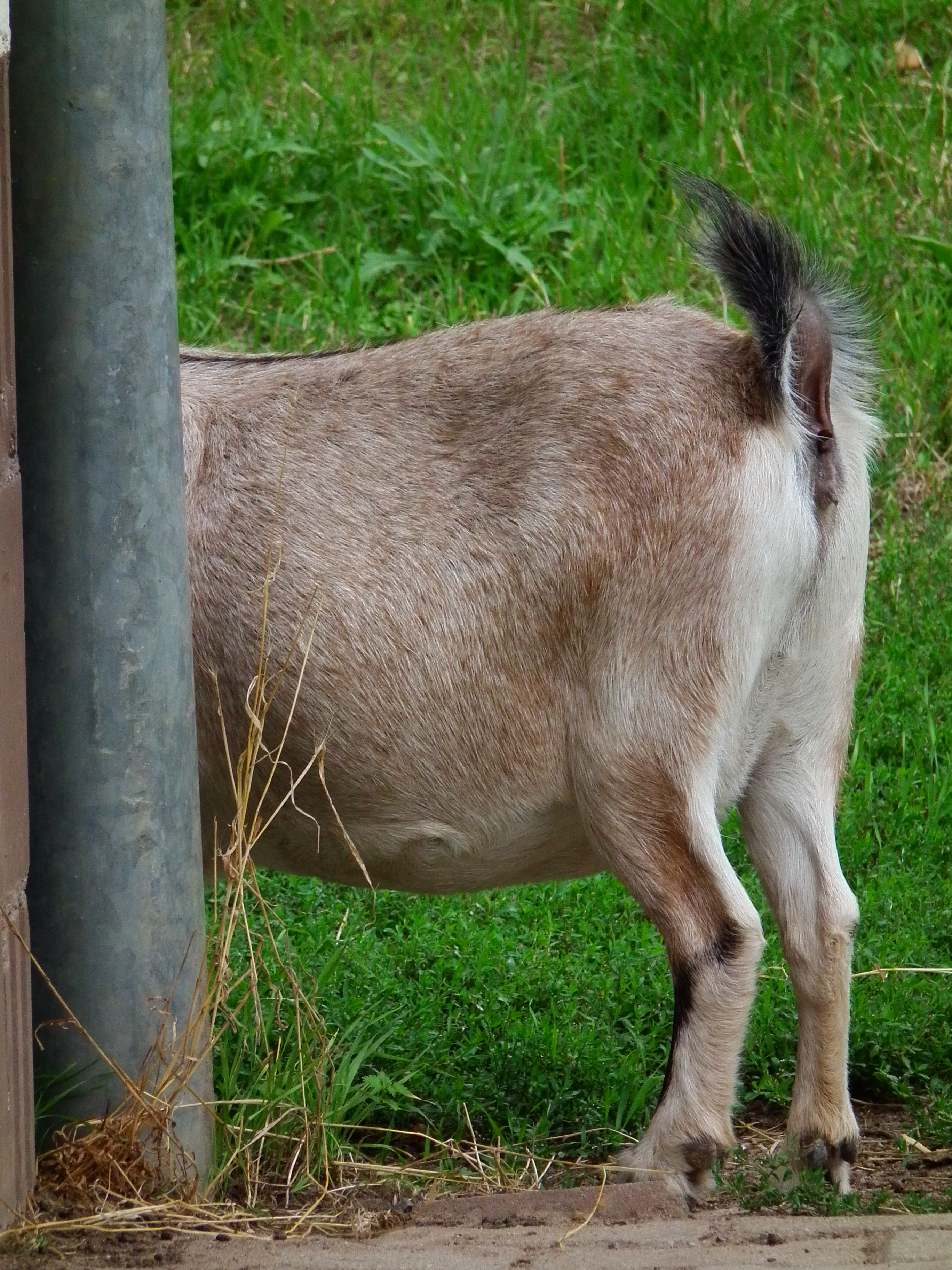
Хвіст кози
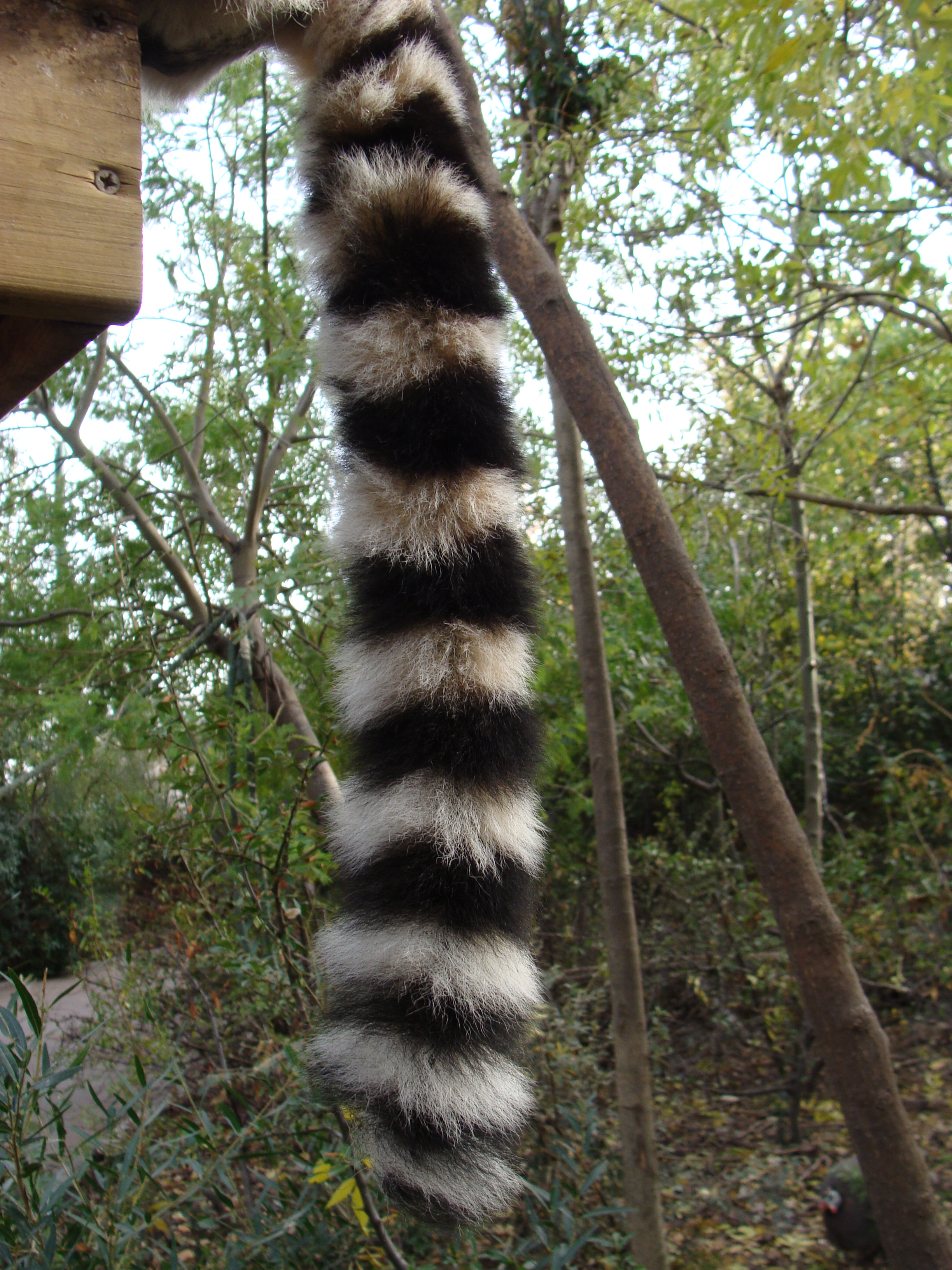
Хвіст котячого лемура
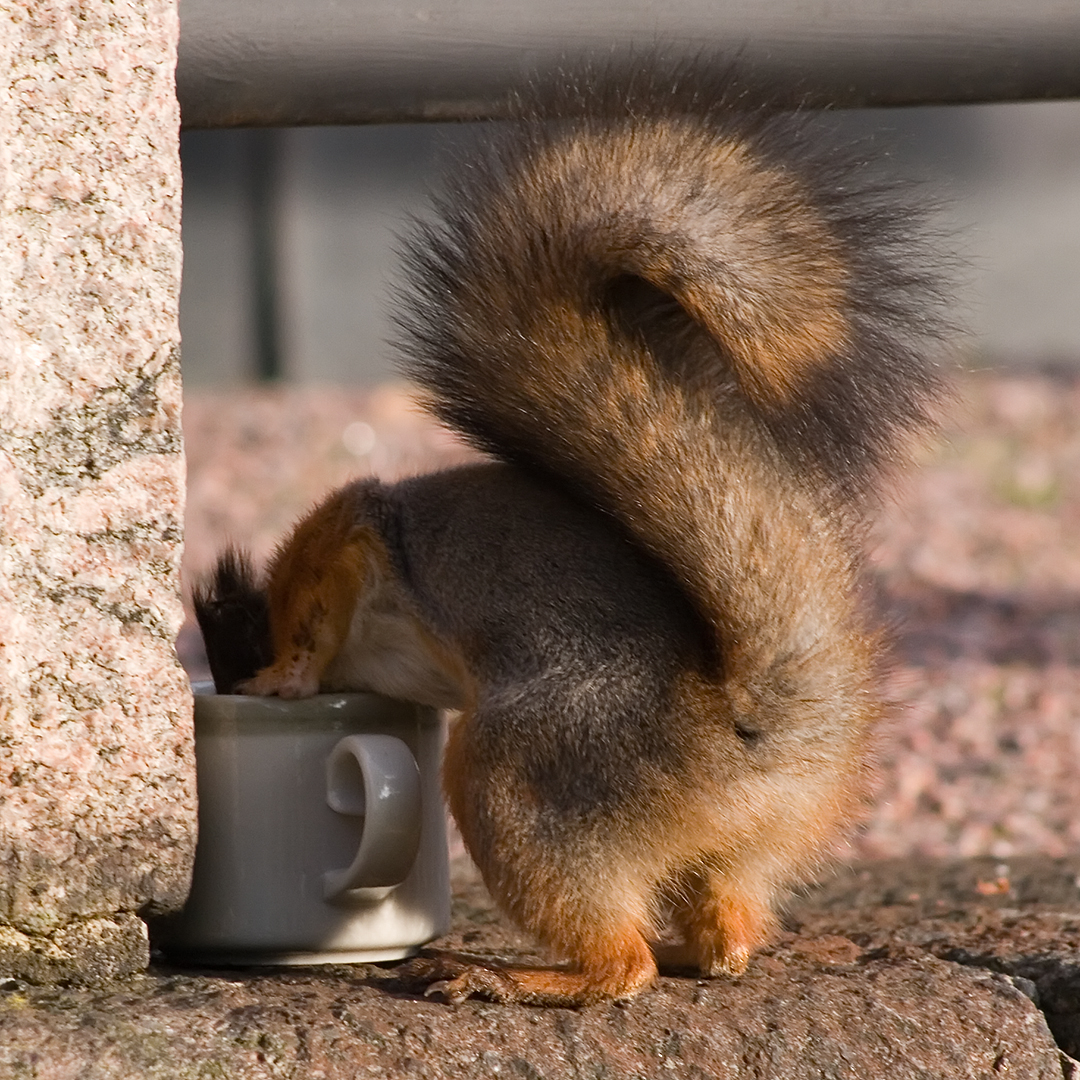
Хвіст білки
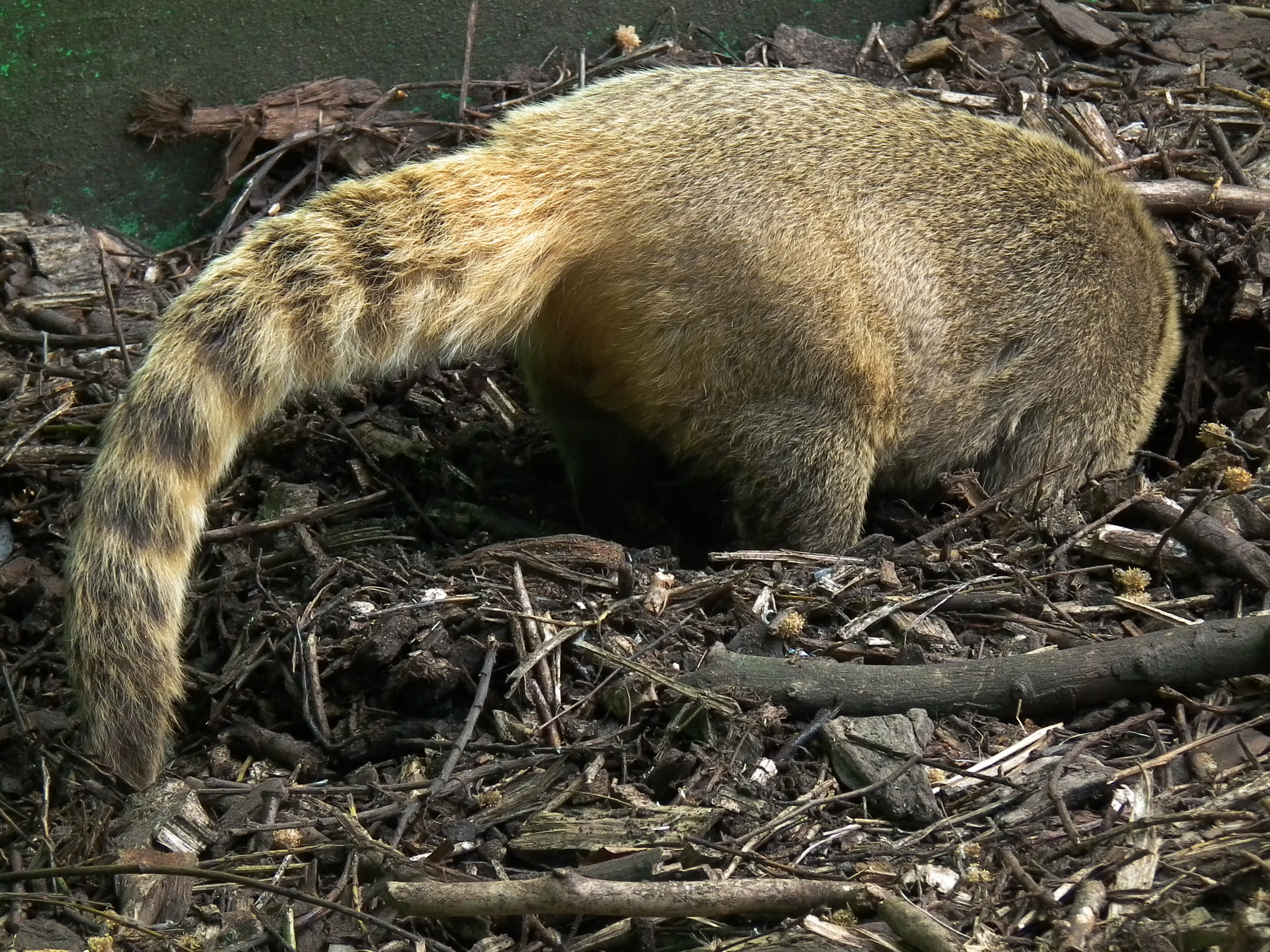
Хвіст носухи